# Arnapkapfaaluk
Arnapkapfaaluk (a grande mulher má) era a deusa do mar do povo inuíte da área do Golfo da Coroação no Canadá. Embora ocupando a posição equivalente à Sedna, dentro da mitologia inuíte, na qual ela tinha controle dos animais dos mares, ela foi visivelmente diferente, como pode ser percebido pela tradução portuguesa do seu nome.
Arnapkapfaaluk não foi a deusa beneficente que Sedna era. Ao invés disso, ela inspirava medo nos caçadores. Mais do que prover os inuítes do cobre com as focas e outros mamíferos marinhos, ela os retinha. A quebra de um tabu ou outra indiscrição resultaria em uma caçada mal-sucedida.